# Barusia
Barusia là một chi nhện trong họ Leptonetidae.